# Eric Priest
Eric Ronald Priest, FRSE, FRS, britanski matematik, * 7. november 1943.
Priest je najbolj znan po svojem delu na področju magnetohidrodinamike, področja raziskovanja velikokrat nelinearnih delovanj med Sončevim magnetnim poljem in njegovo plazemsko notranjostjo ali atmosfero, ki se obravnava kot zvezna snov. S pomočjo uporabne matematike skupaj zdrugimi člani svoje razsikovalne skupine na Univerzi svetega Andreja raziskuje več pojavov na Soncu: Sončeve pege, segrevanje korone, širjenje valovanja, magnetne nestabilnosti, magnetne strukture in helioseizmologijo.